# Milly Vitale
Camilla Vitale, detta Milly (Roma, 6 maggio 1932 – Roma, 2 novembre 2006), è stata un'attrice italiana.

## Biografia
Figlia del direttore d'orchestra Riccardo Vitale e della coreografa russa Natasha Shidlowski, iniziò la sua carriera cinematografica nel 1947 con il film I fratelli Karamazoff.
Nello stesso anno divenne nota interpretando il ruolo di Maria nel film Anni difficili (1947) di Luigi Zampa, al fianco di attori come Massimo Girotti, Ave Ninchi e Delia Scala. Grazie a Eravamo sette fratelli (1954) di Melville Shavelson, raggiunse anche una certa notorietà internazionale.
Nel 1960, trasferitasi negli Stati Uniti, sposò il petroliere Vincent Lee Hillyer, già marito della principessa iraniana Fatemeh Pahlevi, dal quale ebbe due figli, Edoardo LeRoy nel 1961 e Vincent Lee nel 1964. Divorziò nel 1970 e tornò a vivere in Italia.
Nel corso della sua quarantennale carriera recitò in cinquantasette pellicole. Morì a Roma nel 2006 ed è sepolta presso il Cimitero del Verano.

## Filmografia

Milly Vitale in una scena di Anni difficili

Milly Vitale in una scena de Il tenente Giorgio

### Cinema
- I fratelli Karamazoff, regia di Giacomo Gentilomo (1947)
- La città dolente, regia di Mario Bonnard (1948)
- Anni difficili, regia di Luigi Zampa (1948)
- La sepolta viva, regia di Guido Brignone (1949)
- La figlia del peccato, regia di Armando Ingegnero (1949)
- Cagliostro (Black Magic), regia di Gregory Ratoff (1949)
- Il leone di Amalfi, regia di Pietro Francisci (1950)
- Gli inesorabili, regia di Camillo Mastrocinque e Roberto Savarese (1950)
- Cuori sul mare, regia di Giorgio Bianchi (1950)
- La vendetta del corsaro, regia di Primo Zeglio (1951)
- Trieste mia!, regia di Mario Costa (1951)
- Il caimano del Piave, regia di Giorgio Bianchi (1951)
- Cameriera bella presenza offresi..., regia di Giorgio Pàstina (1951)
- Il tenente Giorgio, regia di Raffaello Matarazzo (1952)
- Prigionieri delle tenebre, regia di Enrico Bomba (1952)
- Il figlio di Lagardère, regia di Fernando Cerchio (1952)
- A fil di spada, regia di Carlo Ludovico Bragaglia (1952)
- Prigioniera della torre di fuoco, regia di Giorgio Walter Chili (1953)
- Nerone e Messalina, regia di Primo Zeglio (1953)
- Se vincessi cento milioni, regia di Carlo Campogalliani e Carlo Moscovini (1953)
- Per salvarti ho peccato, regia di Mario Costa (1953)
- La pattuglia dell'Amba Alagi, regia di Flavio Calzavara (1953)
- Noi cannibali, regia di Antonio Leonviola (1953)
- Condannatelo!, regia di Luigi Capuano (1953)
- William Tell (The Story of William Tell), regia di Jack Cardiff (1953)
- I perseguitati (The Juggler), regia di Edward Dmytryk (1953)
- Ripudiata, regia di Giorgio Walter Chili  (1954)
- Disonorata (senza colpa), regia di Giorgio Walter Chili (1954)
- Di qua, di là del Piave, regia di Guido Leoni (1954)
- L'eterna femmina, regia di Marc Allégret (1954)
- Le due orfanelle, regia di Giacomo Gentilomo (1954)
- L'amante di Paride, regia di Edgar G. Ulmer (1954)
- Acque amare, regia di Sergio Corbucci (1954)
- Rasputin (Raspoutine), regia di Georges Combret (1954)
- La figlia di Mata Hari, regia di Renzo Merusi e Carmine Gallone (1954)
- Vendicata!, regia di Giuseppe Vari (1955)
- Torna piccina mia!, regia di Carlo Campogalliani (1955)
- Cantami "Buongiorno tristezza", regia di Giorgio Pàstina (1955)
- Eravamo sette fratelli (The Seven Little Foys), regia di Melville Shavelson (1955)
- Un giglio infranto, regia di Giorgio Walter Chili (1955)
- La canzone del cuore, regia di Carlo Campogalliani (1955)
- Guerra e pace (War and Peace), regia di King Vidor (1956)
- Porta un bacione a Firenze, regia di Camillo Mastrocinque (1956)
- Occhi senza luce, regia di Flavio Calzavara (1956)
- Il diavolo nero, regia di Sergio Grieco (1957)
- La canzone del destino, regia di Marino Girolami (1957)
- Le schiave della metropoli (The Flesh Is Weak), regia di Don Chaffey (1957)
- La battaglia del V-1 (The Battle of the V.1), regia di Vernon Sewell (1958)
- Zoras il ribelle (Diez fusiles esperan), regia di José Luis Sáenz de Heredia (1959)
- Questione di pelle (Les Tripes au soleil), regia di Claude Bernard-Aubert (1959)
- Annibale, regia di Carlo Ludovico Bragaglia e Edgar G. Ulmer (1959)
- Revak, lo schiavo di Cartagine (The Barbarians), regia di Rudolph Maté (1960)
- Olympia (A Breath of Scandal), regia di Michael Curtiz (1960)
- Caterina di Russia, regia di Umberto Lenzi (1963)
- Il medico della mutua, regia di Luigi Zampa (1968)
- Gangsters '70, regia di Mino Guerrini (1968)
- Contestazione generale, regia di Luigi Zampa (1970)
- La grande avventura di Scaramouche, regia di Piero Pierotti (1972)

### Televisione
- Un paese che legge, episodio di Aprite: polizia!, regia di Daniele D'Anza (1958)

## Doppiatrici Italiane
- Lydia Simoneschi in: La sepolta viva, Il caimano del Piave, Il tenente Giorgio, La battaglia dell'Amba Alagi, Un giglio infranto, Porta un bacione a Firenze, Croci sul mare, Gangsters '70
- Dhia Cristiani in: Anni difficili, A fil di spada, Prigioniera della torre di fuoco, La figlia di Mata Hari, Cantami "Buongiorno tristezza", Guerra e pace
- Rosetta Calavetta in: La vendetta del corsaro, Noi cannibali, Rasputin, Revak, lo schiavo di Cartagine
- Gemma Griarotti in: Le due orfanelle, La canzone del cuore, La canzone del destino
- Maria Pia Di Meo in: Torna piccina mia!, Annibale
- Miranda Bonansea in: I fratelli Karamazoff
- Andreina Pagnani in: Per salvarti ho peccato
- Renata Marini in: Disonorata senza colpa (dialoghi)
- Tina Centi in: Disonorata senza colpa (canto)
- Elena Zareschi in: Acque amare
- Fiorella Betti in: Contestazione generale

## Prosa televisiva RAI
- La foresta pietrificata, di Robert E. Sherwood, con Aroldo Tieri, Alberto Lupo, Ivo Garrani, Milly Vitale, Livio Lorenzon, Michele Malaspina, Edoardo Toniolo, Evi Maltagliati, Lauro Gazzolo, Leonardo Bragaglia, regia di Carlo Ludovico Bragaglia, trasmessa il 15 febbraio 1957.
- Souper, con Cesarina Gheraldi, Ferruccio De Ceresa, Gianrico Tedeschi, Paolo Poli, Elsa Albani, Vittorio Sanipoli, Milly Vitale, Edoardo Toniolo, Irene Aloisi, regia di Vito Molinari, trasmessa il 23 agosto 1960, nel programma nazionale.
- Le troiane, di Euripide, regia di Claudio Fino, trasmessa il 6 giugno 1962